# Irene Ghergo
Irene Ghergo (Roma, 4 maggio 1946) è un'autrice televisiva italiana.
Tra le autrici televisive più conosciute, ha lavorato per svariati programmi di successo, collaborando per lungo tempo con Gianni Boncompagni.

## Biografia
Figlia del famoso "fotografo dei nobili e delle dive" Arturo, sposatasi a diciotto anni, ha poi divorziato; è madre di tre figli. La sorella Cristina è una nota fotografa. Ha esordito in televisione affiancando in qualità di autrice Gianni Boncompagni in Pronto, Raffaella?, e Pronto, chi gioca? con Enrica Bonaccorti su Rai 1, avviando così col noto regista un sodalizio artistico durato diversi anni. Insieme a Boncompagni ha curato anche diverse edizioni di Domenica in, condotte da Toto Cutugno, Marisa Laurito e Edwige Fenech, trasmesse dal 1987 al 1990. Sempre al fianco di Boncompagni nel 1991 ha portato al debutto, su Canale 5 prima e poi su Italia 1 il varietà pomeridiano Non è la Rai, insieme a tutti gli spin-off, Primadonna, Bulli e pupe e Rock 'n' Roll; nell'ambito del programma si occupava anche dell'immagine delle ragazze protagoniste.
Terminata l'esperienza in Mediaset è tornata in Rai, dove ancora una volta con Boncompagni ha realizzato il varietà di seconda serata di Rai 2 Macao (1997). Sempre per Rai 2 ha curato la trasmissione di Piero Chiambretti Chiambretti c'è. Nel 2001 è stata tra gli autori di Popstars, format di successo di Italia 1 dal quale sono nate le Lollipop, primo gruppo musicale italiano creato in maniera totalmente mediatica. In seguito, ha curato le interviste di Odeon 2. Tutto questo fa spettacolo sat in onda sulle reti satellitari Rai e la trasmissione di Rai Extra Flop (2004). Dal 2005 è stata nuovamente autrice per Piero Chiambretti in Markette - Tutto fa brodo in TV su LA7.  Nel 2011 è stata coautrice del discusso show di Vittorio Sgarbi Ci tocca anche Vittorio Sgarbi, subito sospeso da Rai 1 per via degli ascolti, fra i più bassi mai registrati nell'orario della prima serata. Nel 2018 ha collaborato alla realizzazione del format Belve.